# Girl with Balloon
Girl with Balloon (em português: Garota com Balão) ou Balloon Girl é um mural criado em 2002 pelo grafiteiro Banksy. Ele exibe uma jovem garota e um balão vermelho em forma de coração. Banksy usou uma variante dessa pintura em sua campanha de 2014, apoiando os refugiados sírios.
Outra variante criada para as eleições gerais britânicas de 2017 gerou controvérsia depois que Banksy ofereceu impressões gratuitas para um eleitor anti-conservador e ele logo retirou a oferta. Uma pesquisa realizada pela Samsung, em 2017, classificou Girl with Balloon como a obra de arte favorita do Reino Unido.
Em 2018, uma cópia emoldurada da obra foi destruída automaticamente durante um leilão na Sotheby's por meio de um triturador que Banksy havia embutido no quadro. O trabalho acabara de ser vendido por mais de £1 milhão. O grafiteiro se responsabilizou pela destruição e renomeou a obra de Love Is in the Bin.

## História
Girl with Balloon é um grafite feito com estêncil localizado em Londres. O mural exibe uma garota de vestido preto que procura por um balão vermelho em forma de coração que voa para longe. À direita da menina, está escrito there is always hope (em português: "sempre há esperança"). A inscrição e o balão estão à mesma altura. O trabalho é composto por três cores: vermelho, preto e branco.
Em 2007, a pintura foi vendida por £ 37 200 na Sotheby's. O Grupo Sincura removeu o mural de sua loja no leste de Londres e o vendeu por £ 500 000 em 19 de setembro de 2015. Em março de 2014, no terceiro ano de conflitos na Síria, Banksy retrabalhou a pintura para representar um refugiado sírio e acrescentou a hashtag #WithSyria (em português: "Com a Síria"). Em 13 de março, a imagem foi projetada na Torre Eiffel e na Coluna de Nelson. Sucessivamente um vídeo foi lançado, com animação baseada no trabalho de Banksy, narração de Idris Elba e música da banda Elbow.
Nas semanas seguintes, o cantor Justin Bieber fez uma tatuagem baseada na obra e postou uma foto dela no Instagram. Banksy postou essa foto em sua página no Facebook e escreveu "controverso" como legenda. No dia seguinte, após os fãs do artista se rebelaram e o cantor pop excluir a imagem, o grafiteiro publicou o desenho original com a legenda "de volta à realidade". Em novembro de 2015, uma cópia da pintura foi leiloada por £ 56.250, mais que o dobro do valor estimado. No início de junho de 2017, antes das eleições gerais do Reino Unido, Banksy apresentou uma variante de Girl with Balloon com um balão colorido com o design da bandeira do Reino Unido.
Banksy inicialmente se ofereceu para enviar uma cópia gratuita de sua arte para eleitores em certos distritos eleitorais, assim poderiam oferecer fotografias para aqueles que votassem contra o Partido Conservador, de Theresa May. Nas mesmas foi incluído o aviso: "Esta impressão é uma peça de material de campanha, não é de forma alguma influenciar as escolhas do eleitorado". Banksy cancelou esta oferta em 6 de junho de 2017, depois que a Comissão Eleitoral o advertiu de que poderia violar as leis de suborno eleitoral e invalidar os resultados da eleição nesses distritos.
Em julho de 2017, uma pesquisa da Samsung com 2 000 pessoas do Reino Unido pediu aos participantes que classificassem vinte peças de arte britânica. Os resultados da pesquisa listaram Girl with Balloon como a obra de arte número um do povo.

### Leilão em 2018
Em 5 de outubro de 2018, uma cópia genuína de Girl with Balloon foi vendida por £ 1.042.000 em Londres, quase R$ 5 milhões — um recorde para o artista. Esse foi o último leilão deste dia. Segundo o TechCrunch, Banksy criou a obra em 2006 e logo após a exposição Barely Legal a deu para um amigo. No entanto, após ser vendida, a mesma começou a ser automaticamente cortada em tiras, saindo pela parte inferior da moldura. O corte sucedeu-se até cerca da metade da pintura, deixando a parte superior intacta.
Em sua conta no Instagram, o grafiteiro comentou: “indo, indo, foi”; Além disso, citou a frase “o desejo de destruir também é um impulso criativo”, do pintor espanhol Pablo Picasso. Em um vídeo publicado no YouTube, Banksy afirmou que o triturador foi construído há alguns anos para “caso a foto fosse posta em leilão”. A sua porta-voz, Jo Brooks, assegurou que a leiloaria não havia sido informada sobre a intenção do artista. “Parece que fomos banksyficados”, disse o diretor da Sotheby's, Alex Branczik.
Após a trituração, a leiloaria iniciou uma negociação com a compradora que, em 11 de outubro, confirmou que ficaria com a peça pelo preço original. O trabalho foi renomeado de Love Is in the Bin e autenticado pela Pest Control. “Não experimentamos essa situação no passado”, afirmou a Sotheby's, fazendo com que observadores do mercado supusessem que a autodestruição aumentaria o valor da obra. Especulou-se também que um homem visto filmando o acontecimento seria Banksy ou alguém ligado a ele. A leiloaria divulgou uma declaração no qual afirmou ser “a primeira obra de arte da história a ter sido criada ao vivo durante um leilão”.
A mídia mundial relatou o evento. A empresa de radiodifusão alemã Deutsche Welle (DW) disse que Banksy possui "aversão a uma comercialização de sua arte". O artista “é famoso por brincar com seu público e os mecanismos do mercado de arte”, de acordo com a revista Der Spiegel. O jornal The Guardian descreveu a ação como “acrobacias ousadas da história da arte”. O artista libanês Pierre Koukjian considera o acontecimento um “ponto de virada na história da [...] arte conceitual contemporânea”.